# 1st BABA B1A4 Concert

## 소개
"1st BABA B1A4 Concert"는 대한민국의 아이돌 그룹 B1A4의 첫 번째 단독 콘서트 투어이다. 12월 8일 서울에서 가진 콘서트는 B1A4의 첫 단독콘서트로 의미있는 무대였다. 한국에서 2번, 일본에서 4번, 대만과 인도네시아에서 각각 1번씩 무대를 가졌다. 팬들 사이에선 간단히 줄여서 바바콘으로 불리고 있다.

## 투어 일정
| 날짜     | 국가       | 도시     | 장소                  |
| 2012년   | 2012년     | 2012년   | 2012년                |
| -------- | ---------- | -------- | --------------------- |
| 12월 8일 | 대한민국   | 서울     | SK 핸드볼 경기장      |
| 12월 9일 | 대한민국   | 서울     | SK 핸드볼 경기장      |
| 2013년   |            |          |                       |
| 1월 26일 | 일본       | 고베     | 고베 월드 기념홀      |
| 1월 27일 | 일본       | 고베     | 고베 월드 기념홀      |
| 1월 29일 | 일본       | 요코하마 | 요코하마 아레나       |
| 1월 30일 | 일본       | 요코하마 | 요코하마 아레나       |
| 3월 9일  | 대만       | 타이베이 | 타이베이 국제무역센터 |
| 3월 12일 | 인도네시아 | 자카르타 | 스케누 홀             |

## 세트 리스트
- VCR -
- Beautiful Target
- Bling Girl
- In The Air
- 쮸쮸쮸
- 너 때문에
- If...
- 걸어 본다
- 못된것만 배워서
- This Time Is Over
- 뭐 할래요
- SO FINE
- FEELING + SUPER SONIC

- VCR -
- 잘자요 굿나잇
- BABY I'M SORRY
- O.K
- Only One
- YOU ARE MY GIRL

## 관련 상품 발매
| 종류 | 관련 정보                                            |
| ---- | ---------------------------------------------------- |
| DVD  | 1st BABA B1A4 Concert DVD - 발매일 : 2013년 6월 27일 |